# Fotbal Club Universitatea Cluj 2007-2008
Questa voce raccoglie le informazioni riguardanti il Fotbal Club Universitatea Cluj nelle competizioni ufficiali della stagione 2007-2008.

## Rosa
Fonte:
| N. |                       | Ruolo | Calciatore       |
| -- | --------------------- | ----- | ---------------- |
|    | Belgio (bandiera)     | P     | Pieter Merlier   |
|    | Romania (bandiera)    | P     | Calin Moldovan   |
|    | Albania (bandiera)    | P     | Arjon Mustafa    |
|    | Romania (bandiera)    | P     | Mircea Oltean    |
|    | Romania (bandiera)    | P     | Martin Tudor     |
|    | Brasile (bandiera)    | D     | André Astorga    |
|    | Brasile (bandiera)    | D     | Baiano           |
|    | Romania (bandiera)    | D     | Andrei Cordoș    |
|    | Romania (bandiera)    | D     | Cristian Dancia  |
|    | Brasile (bandiera)    | D     | Erivan           |
|    | Brasile (bandiera)    | D     | Fábio Bilica     |
|    | Montenegro (bandiera) | D     | Milan Jovanović  |
|    | Romania (bandiera)    | D     | Lucian Perde     |
|    | Romania (bandiera)    | D     | Sorin Rădoi      |
|    | Romania (bandiera)    | D     | George Soltuz    |
|    | Romania (bandiera)    | D     | Marius Suller    |
|    | Romania (bandiera)    | D     | Zsolt Szilágyi   |
|    | Romania (bandiera)    | D     | Bogdan Ungurușan |

| N. |                         | Ruolo | Calciatore        |
| -- | ----------------------- | ----- | ----------------- |
|    | Francia (bandiera)      | C     | Fabien Boudarène  |
|    | Romania (bandiera)      | C     | Petru Budeanu     |
|    | Romania (bandiera)      | C     | Zeno Bundea       |
|    | Romania (bandiera)      | C     | Laurențiu Buș     |
|    | Romania (bandiera)      | C     | Gigel Coman       |
|    | Romania (bandiera)      | C     | Bogdan Dolha      |
|    | Romania (bandiera)      | C     | Dorin Goga        |
|    | Romania (bandiera)      | C     | Adrian Olah       |
|    | Romania (bandiera)      | C     | Radu Sabo         |
|    | Romania (bandiera)      | C     | Rares Soporan     |
|    | Romania (bandiera)      | C     | Robert Villand    |
|    | Romania (bandiera)      | A     | Flavius Băd       |
|    | Serbia (bandiera)       | A     | Nemanja Jovanović |
|    | Romania (bandiera)      | A     | Claudiu Răducanu  |
|    | Romania (bandiera)      | A     | Alin Savu         |
|    | Romania (bandiera)      | A     | Cristian Silvășan |
|    | Burkina Faso (bandiera) | A     | Mamadou Zongo     |